# Lagarde-Paréol
Lagarde-Paréol é uma comuna francesa na região administrativa da Provença-Alpes-Costa Azul, no departamento de Vaucluse. Estende-se por uma área de 9,29 km². Em 2010 a comuna tinha 341 habitantes (densidade: 36,7 hab./km²).